# Teresa Czartoryska (1785-1868)
Teresa Czartoryska także Teresa z Czartoryskich Lubomirska (ur. 13 lipca 1785 w Korcu, zm. 31 grudnia 1868 w Krakowie) – 
polska szlachcianka z rodu Czartoryskich, żona Henryka Lubomirskiego herbu Szreniawa bez Krzyża.

## Życiorys

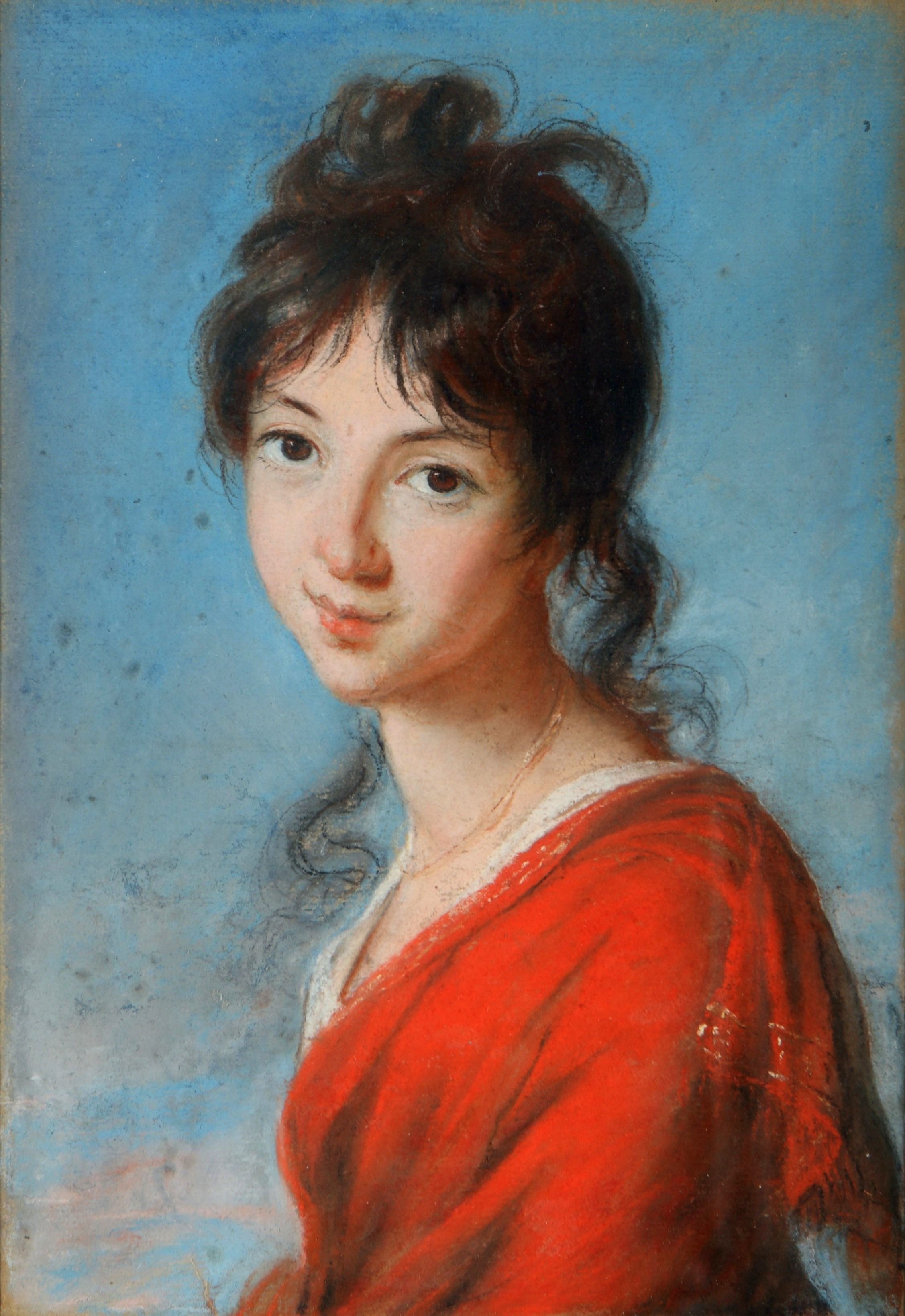
Portret Teresy Czartoryskiej (1785–1868), autorstwa Élisabeth Vigée-Lebrun

Teresa Czartoryska urodziła się 13 lipca 1785 r. w Korcu, w rodzinie szlacheckiej. Była jednym z pięciorga dzieci założyciela fabryki porcelany w Korcu, stolnika litewskiego Józefa Klemensa Czartoryskiego i Doroty Barbary Jabłonowskiej. W 1801 r. jedna z najsłynniejszych malarek francuskich Élisabeth Louise Vigée-Lebrun podczas wizyty w Dreźnie odwiedziła księżną Dorotę Czartoryską i sportretowała jej nastoletnią córkę Teresę. Obecnie obraz znajduje się w Muzeum Okręgowym w Tarnowie. 
24 maja 1807 r. wyszła za mąż w Łańcucie za księcia Henryka Lubomirskiego, założyciela Muzeum Książąt Lubomirskich we Lwowie i ordynacji przeworskiej . Ślubu udzielił im biskup przemyski Antoni Gołaszewski . Małżeństwo zostało zaaranżowane przez daleką ciotkę, księżną marszałkową Izabelę z Czartoryskich Lubomirską, która posiadając jedynie córki uznawała Henryka za przybranego syna. Po ślubie zamieszkali w pałacu w Przeworsku. 
Doczekali się czworga dzieci:
- Dorota Lubomirska (1807–1832)
- Izabela Maria Lubomirska (1808–1890)
- Jadwiga Lubomirska (1815–1895)
- Jerzy Henryk Lubomirski (1817–1872)

Jedyny syn książę Jerzy Henryk Lubomirski był pierwszym Ordynatem Przeworskim. Przyjaźnił się z Zygmuntem Krasińskim i stał się pierwowzorem Orcia z Nie-Boskiej komedii. 